# Pedro Pasculli
Pedro Pablo Pasculli (Santa Fé, 17 de maio de 1960) é um ex-futebolista e atualmente treinador de futebol.

## Carreira
Atuou pelos times Colón de Santa Fe, Argentino Júniors, Lecce, Newell´s Old Boys, Sagan Tosu e Casertana Calcio.

## Seleção
Oscar Dertycia integrou a Seleção Argentina de Futebol na Copa América de 1987, e inclusive sendo campeão da Copa do Mundo de 1986, no México.

## Treinador
Como treinador de futebol, treinou os italianos Entella, Pietro Vernotico, Verbania, Horatiana Venosa, Toma Maglie e Paternò. além do Dinamo Tirana. e treinou ainda a Seleção de Uganda e de Futebol de areia da Itália. atualmente comanda o Cittanova Interpiana.

## Títulos
Argentinos Juniors
- Campeonato Argentino: Metropolitano 1984, Nacional 1985

Seleção Argentina
- Copa do Mundo: 1986